# نادي ستروميكا لكرة السلة
نادي ستروميكا لكرة السلة هو فريق كرة سلة مقدوني تأسس في سنة 2005. ينافس في الدوري المقدوني لكرة السلة.

## أبرز اللاعبين
من أبرز اللاعبين الذين لعبوا معه:
- برانيسلاف دكيتش
- فيليب بروكس